# Ronnie Laws
Ronald Wayne „Ronnie“ Laws (* 3. Oktober 1950 in Houston) ist ein amerikanischer Smooth-Jazz- und Fusionmusiker (Saxophon, Flöte, Komposition) und Musikproduzent.

## Leben und Wirken
Laws stammt aus einer musikalischen Familie; er ist ein Bruder von Hubert Laws, gründete bereits während der Highschool seine erste Band The Lightmen. Nach dem Besuch des College zog er nach Los Angeles, wo er 1970 Mitglied von Earth, Wind & Fire wurde und an deren Album Last Days In Time beteiligt war. Er spielte mit Walter Bishop Jr., seinem Bruder und Organist Doug Cann und nahm mit Hugh Masekela auf. 1975 nahm er, unterstützt durch Wayne Henderson und Donald Byrd, sein erstes eigenes Album Pressure Sensitive auf, das eines der Klassiker des Smooth Jazz ist und den Instrumentaltitel „Always There“ enthält, der von Willie Bobo, Side Effect, Jeff Lorber, Wood Brass & Steel, Incognito und James Taylor aufgenommen wurde. Auf seinen weiteren Alben unternahm er teilweise Ausflüge in die Welt der Popmusik und des Rhythm & Blues. In den 1990er Jahren nahm er auch Tributalben für Eddie Harris und für die Isley Brothers auf.
Laws ist auch an Einspielungen von Alphonse Mouzon (The Sky Is the Limit, "Early Spring"), Ramsey Lewis (Tequila Mockingbird), Arthur Adams (Home Brew), Howard Hewett (This Time), Jeff Lorber, Sister Sledge (Once in Your Life) oder David Sea beteiligt. Er produzierte seine Schwestern, die Sängerinnen Eloise und Debra Laws.

## Diskografie

### Alben
| Jahr | Titel               | Höchstplatzierung, Gesamtwochen, AuszeichnungChartsChartplatzierungen (Jahr, Titel, Platzierungen, Wochen, Auszeichnungen, Anmerkungen) | Anmerkungen       |
| Jahr | Titel               | US | Anmerkungen       |
| ---- | ------------------- | --- | ----------------- |
| 1975 | Pressure Sensitive  | US73 (29 Wo.)US | Blue Note Records |
| 1976 | Fever               | US46 (21 Wo.)US |                   |
| 1977 | Friends & Strangers | US37 Gold · (28 Wo.)US |                   |
| 1978 | Flame               | US51 (22 Wo.)US | United Artists    |
| 1980 | Every Generation    | US24 (19 Wo.)US |                   |
| 1983 | Mr. Nice Guy        | US98 (11 Wo.)US |                   |

Weitere Alben
- Voices In The Water (2009)

### Singles
| Jahr | Titel Album             | Höchstplatzierung, Gesamtwochen, AuszeichnungChartsChartplatzierungen (Jahr, Titel, Album, Platzierungen, Wochen, Auszeichnungen, Anmerkungen) | Anmerkungen |
| Jahr | Titel Album             | US | Anmerkungen |
| ---- | ----------------------- | --- | ----------- |
| 1981 | Stay Awake Solid Ground | US60 (9 Wo.)US |             |

## Lexigraphische Einträge
- Ian Carr, Digby Fairweather, Brian Priestley: Rough Guide Jazz. Der ultimative Führer zur Jazzmusik. 1700 Künstler und Bands von den Anfängen bis heute. Metzler, Stuttgart/Weimar 1999, ISBN 3-476-01584-X, ISBN 3-476-01584-X.
- Leonard Feather, Ira Gitler: The Biographical Encyclopedia of Jazz. Oxford University Press, New York 1999, ISBN 0-19-532000-X.